# Alvand
Alvand eller Alvand Kuúh er et bjergmassiv nær byen Hamadan i det vestlige Iran. Det er en isoleret bjerggruppe, som ligger mellem Zagrosbjergene og den iranske højslette. Den består hovedsagelig af granit og diorit, der blev tvunget ind mellem sedimentbjergarter under de forskydninger af kontinentalpladerne, der også skabte Zagros i sen juratid og tidlig kridttid. Massivet har flere toppe på over 3.500 m, og den højeste når 3.580 m.
Alvand er et vigtigt vandskel, men bjergene er dybt gennemskåret af dale, og de falder stejlt ned mod lavlandet til alle sider. Den oprindelige vegetation har formentlig været åbne løvskove, men de er for længst ødelagt, og i dag har kun de højeste steder et tyndt dække af græs og urter. Bjergene har ingen permanente bebyggelser, men flere folkegrupper bruger sæterne til sommergræsning. I dalene og langs forbjergene er der derfor udstrakt kvæghold, og der dyrkes hvede ved kunstvanding.
Bjergene har gennem årtusinder været et strategisk punkt på vejforbindelsen mellem den iranske højslette og Mesopotamien. Bjergmassivet er stadig overgangszone mellem folkeslag, som taler henholdsvis kurdisk, tyrkisk og iransk.
I et øst-vestvendt bjergpas i ca. 2.000 m højde og ca. 10 km syd for Hamadan findes en gammel, tresproget inskription (på nyelamittisk, nybabylonisk og oldpersisk). Den er indhugget på en lodret klippeside efter ordre af kong Dareios den Store og kong Xerxes I, dvs. før 465 f.Kr., og den kaldes Ganj-Naúma (= "skattens bog").
Der sælges kildevand fra Alvand-bjergkæden, og en af verdens største olievirksomheder er opkaldt efter Alvand.